# Sally Ann Howes
Sally Ann Howes (* 20. Juli 1930 in St. John’s Wood, London; † 19. Dezember 2021 in Palm Beach Gardens, Florida) war eine britische Schauspielerin in Theater, Film und Fernsehen. Neben ihrer langjährigen Karriere am Broadway spielte sie in den 1940er, 1950er und 1960er Jahren auch größere Rollen in Kinofilmen wie Anna Karenina, Drum prüfe, wer sich ewig bindet, Zustände wie im Paradies oder Tschitti Tschitti Bäng Bäng.

## Leben und Karriere
Sally Ann Howes, geboren 1930 in St. John’s Wood, London, wuchs in einer Showbusiness-Familie auf. Ihre Mutter war Patricia Malone, ihr Vater der bekannte englische Komiker und Schauspieler Bobby Howes. Ihr Großvater war der Broadway Regisseur Capt JAE Malone. Im Alter von zwölf Jahren machte Sally erste Probeaufnahmen für den Film und nur ein Jahr später, mit 13 Jahren, bekam sie ihre erste Hauptrolle in Rodney Acklands Drama Thursday’s Child. In den 1940er Jahren folgten für Sally Ann Howes weitere größere Nebenrollen in britischen Filmen wie Traum ohne Ende, Apotheker Sutton oder Nicholas Nickleby. 1948 sah man sie unter der Regie von Julien Duvivier in der Literaturverfilmung von Anna Karenina, in den Hauptrollen prominent besetzt mit Vivien Leigh, Ralph Richardson und Kieron Moore. Ein Jahr später besetzte sie John Paddy Carstairs für die weibliche Hauptrolle in seiner Komödie Drum prüfe, wer sich ewig bindet. 1957 spielte sie dann in Lewis Gilberts Robinsonade Zustände wie im Paradies neben Schauspielkollegen wie Kenneth More, Diane Cilento oder Cecil Parker. Ihre größte Kinorolle hatte sie jedoch 1968 in Ken Hughes Musical-Verfilmung von Ian Flemings Roman Tschitti Tschitti Bäng Bäng, produziert von Albert R. Broccoli. Dort verkörperte sie die Rolle der Truly Scrumptious an der Seite von Dick Van Dyke. 1970 wurde sie für den Grammy in der Kategorie „Best Recording for Children“ für ihre Darstellung in Tschitti Tschitti Bäng Bäng nominiert.
1950 erhielt sie auch ihre erste Hauptrolle auf der Bühne in Glasgow in Sandy Wilsons Musical Caprice. Dies führte zu weiteren Engagements in Musicals darunter auch ein 18-monatiger Kontrakt für das Musical Paint Your Wagon, wo sie an der Seite ihres Vaters Bobby Howes am Majesty’s Theatre auftrat. 1958 übernahm Sally Ann Howes von Julie Andrews die Rolle der Eliza Doolittle in der Broadway-Aufführung des Musicals My Fair Lady.
Seit den 1950er Jahren spielte sie auch in zahlreichen Fernsehfilmen und populären Fernsehserien mit, unter anderem in Episoden von Buick-Electra Playhouse, The United States Steel Hour, Journey Into Fear, Kobra, übernehmen Sie, Bracken’s World, Die Leute von der Shiloh Ranch oder Dr. med. Marcus Welby. Ihren letzten TV-Auftritt hatte sie 1992 in der Fernsehminiserie Secrets.
Neben ihrer langjährigen Karriere am Broadway umfasst Sally Ann Howes Filmkarriere rund 40 internationale Kino-, Fernsehfilme und Fernsehserien.
Sally Ann Howes war viermal verheiratet. Ihre erste Ehe führte sie von 1950 bis 1951 mit H. Maxwell Coker. Danach trat sie im Jahr 1958 mit dem Komponisten Richard Adler vor den Traualtar; 1966 erfolgte die Scheidung. Nach dem Tod von Adlers erster Ehefrau adoptierte Sally Ann Howes dessen zwei Söhne. Der ältere der beiden, Andrew Hart Adler, wurde ein Künstler, Christopher Adler, der jüngere Adoptivsohn, starb im Jahr 1984 im Alter von 30 Jahren an AIDS. Howes’ dritte Ehe führte sie von 1969 bis 1970 mit Andrew Morgan Maree. Im Jahr 1973 heiratete sie Douglas Rae, mit dem sie bis zu dessen Tod, im September 2021, verheiratet war.

## Filmografie (Auswahl)

### Kino
- 1943: Thursday’s Child
- 1944: The Halfway House
- 1945: Traum ohne Ende (Dead of Night)
- 1945: Apotheker Sutton (Pink String and Sealing Wax)
- 1947: Nicholas Nickleby (The Life and Adventures of Nicholas Nickleby)
- 1948: Anna Karenina
- 1948: My Sister and I
- 1949: The History of Mr. Polly
- 1949: Drum prüfe, wer sich ewig bindet (Fools Rush In)
- 1949: Stop Press Girl
- 1950: Due mogli sono troppe
- 1957: Zustände wie im Paradies (The Admirable Crichton)
- 1968: Tschitti Tschitti Bäng Bäng (Chitty Chitty Bang Bang)
- 1980: Death Ship

### Fernsehen
- 1950: Cinderella (Fernsehfilm)
- 1958: The Gift of the Magi (Fernsehfilm)
- 1960: The Fifth Column (Fernsehfilm)
- 1960: Buick-Electra Playhouse (Fernsehserie, eine Episode)
- 1960: Sunday Showcase (Fernsehserie, eine Episode)
- 1961: Play of the Week (Fernsehserie, eine Episode)
- 1961: Jane Eyre (Fernsehfilm)
- 1961: The United States Steel Hour (Fernsehserie, eine Episode)
- 1966: Journey Into Fear (Fernsehserie, eine Episode)
- 1966: Bob Hope Presents the Chrysler Theatre (Fernsehserie, eine Episode)
- 1966: Wettlauf mit dem Tod (Run for Your Life, Fernsehserie, eine Episode)
- 1966: Brigadoon (Fernsehfilm)
- 1969: Kobra, übernehmen Sie (Mission: Impossible, Fernsehserie, eine Episode)
- 1970: Prudence and the Chief (Fernsehfilm)
- 1970: Bracken’s World (Fernsehserie, eine Episode)
- 1971: Die Leute von der Shiloh Ranch (The Virginian, Fernsehserie, eine Episode)
- 1972: Der Hund von Baskerville (The Hound of the Baskervilles, Fernsehfilm)
- 1973: Female Artillery (Fernsehfilm)
- 1973: Dr. med. Marcus Welby (Marcus Welby, M.D., Fernsehserie, eine Episode)
- 1990: A Little Night Music (Fernsehfilm)
- 1990: Live from Lincoln Center (Fernsehserie, Episode 15x03)
- 1992: Secrets (Fernsehminiserie)